# Putjatino
Putjatino (in russo Путятино?) è un villaggio della Russia europea centrale, situato nell'oblast' di Rjazan'; è il centro amministrativo del distretto Putjatinskij.
Si trova 120 km a sud-est di Rjazan' lungo la strada M5 «Ural».